# Ana Anjos Mântua
Ana Anjos Mântua (Lisboa, 1958), é uma historiadora de arte e curadora portuguesa que foi nomeada, em 2020, diretora interina do Museu Nacional de Soares dos Reis no Porto.

## Percurso
Ana Anjos Mântua, nasceu a 10 de fevereiro de 1958, na cidade de Lisboa. 
Licenciou-se em História da Arte na Faculdade de Letras da Universidade de Lisboa, onde também fez o mestrado em Arte, Património e Restauro. 
Apos terminar a universidade foi trabalhar na biblioteca do Banco de Portugal, em seguida foi trabalhar no Mosteiro dos Jerónimos, o IPPAR e o Museu Nacional do Azulejo em Lisboa. 
Durante o período em que trabalhou no IPPAR (Instituto Português do Património Arquitectónico), criou um projeto que tinha como objetivo promover a salvaguarda do património da ilha de Moçambique, através de ações de formação. 
Juntamente com João Chambers, criou em 2007, o programa de rádio Divina Proporção transmitido pela Antena 2, onde era abordada a relação entre a música e as artes plásticas.  Esta parceria mantém-se no programa Caleidoscópio para o qual realizaram a série "O Fio de Ariadne" em 2019. 
Em 2009 foi convidada por José Alberto Ribeiro para ir trabalhar na Casa-Museu Dr Anastácio Gonçalves da qual se tornou coordenadora em 2013. 
Manteve este cargo até 2020, logo em seguida assumiu o cargo de diretora interina do Museu Nacional Soares dos Reis, no Porto.  

## Reconhecimentos e Prémios
Em 2016, Ana Mântua e Maria de Aires Silveira receberam, pelo catálogo e exposição “Fórmulas Naturalistas da Arte Moderna”, uma Menção Honrosa do Grémio Literário de Lisboa. 

## Obras Seleccionadas
É autora dos livros: 
2011 - Casa-Museu Dr. Anastácio Gonçalves, co-autor José Alberto Ribeiro, Editora QuidNovi, ISBN 9789895548521 
2013 - A sesta de um fauno, editado por Casa-Museu Dr. Anastácio Gonçalves, ISBN 9789892038674 
2016 - Fórmulas Naturalistas da Arte Moderna, co-autora Maria de Aires Silveira, Editora Scribe, ISBN 9789898410610 
2017 - A Americana que Queria ser Rainha de Portugal, Manuscrito Editora, ISBN 9789898818744 

Coordenou as publicações:
2007 - Cerâmica: artes plásticas e artes decorativas, editado pelo Instituto dos Museus e da Conservação (IMC) 
2007 - Manuel Cargaleiro: 7 propostas para a arquitectura, editado pelo Museu Nacional do Azulejo 

Escreveu artigos sobre património e coleccionismo publicados em várias publicações, nomeadamente: 
2010 - Coleccionar para a Res Publica: o legado Dr. Anastácio Gonçalves (1888-1965), edições Casa Museu Doutor Anastácio Gonçalves, ISBN 9789727764150 
2014 - Nevada: a herdeira americana da família real portuguesa, in ARTIS: revista de História da Arte e Ciências do Património, Instituto de História da Arte da Faculdade de Letras da Universidade de Lisboa 

## Ligações Externas
Magazine da Universidade Aberta - Entrevista a Ana Anjos Mântua na Casa-Museu Anastácio Gonçalves
Museu Soares dos Reis -  Ana Mântua apresenta o quadro Terça-feira gorda / Mardi Gras de Acácio Lino